# ハチ博物館

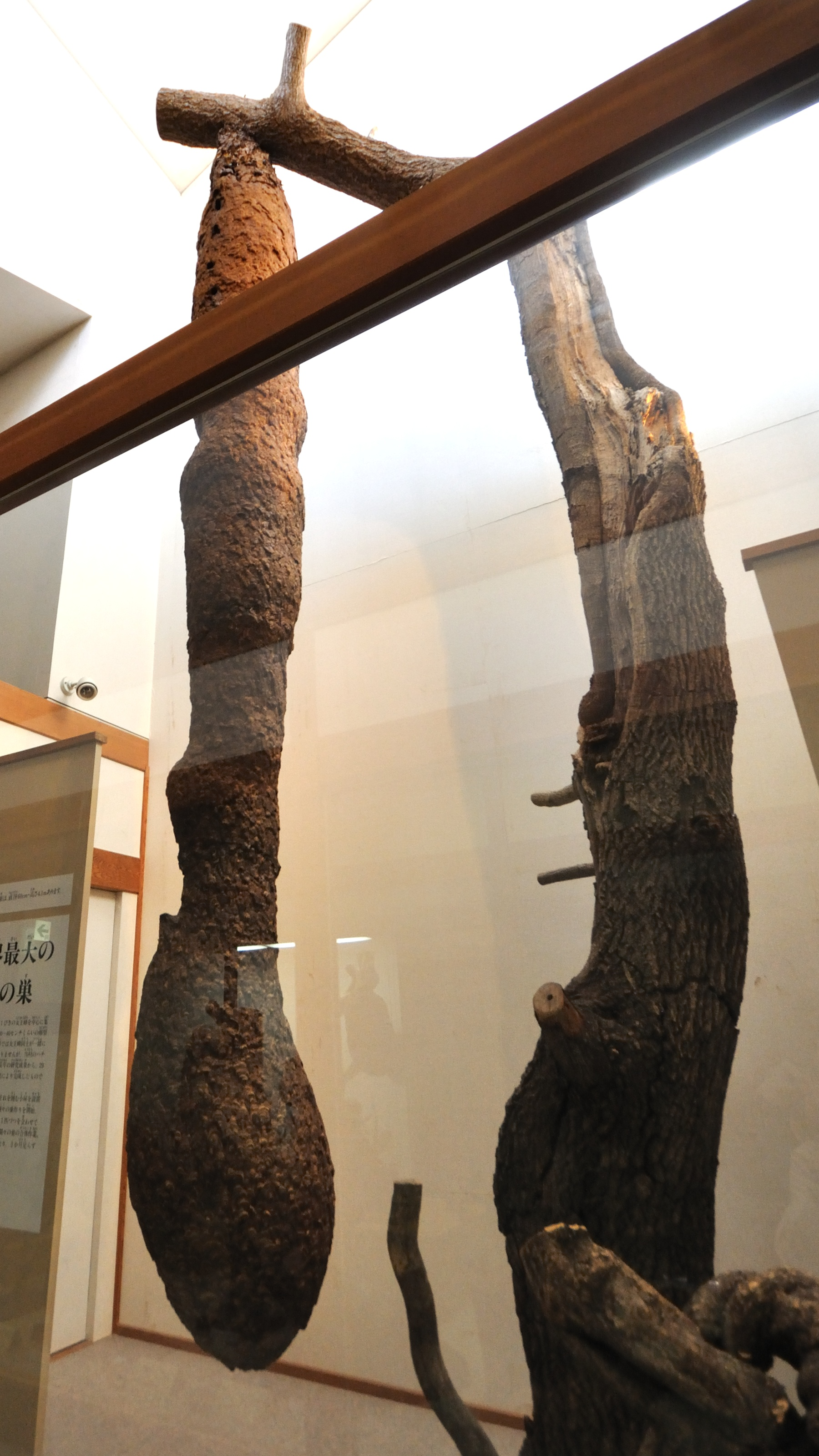
長大なハチの巣、全長4.1メートル

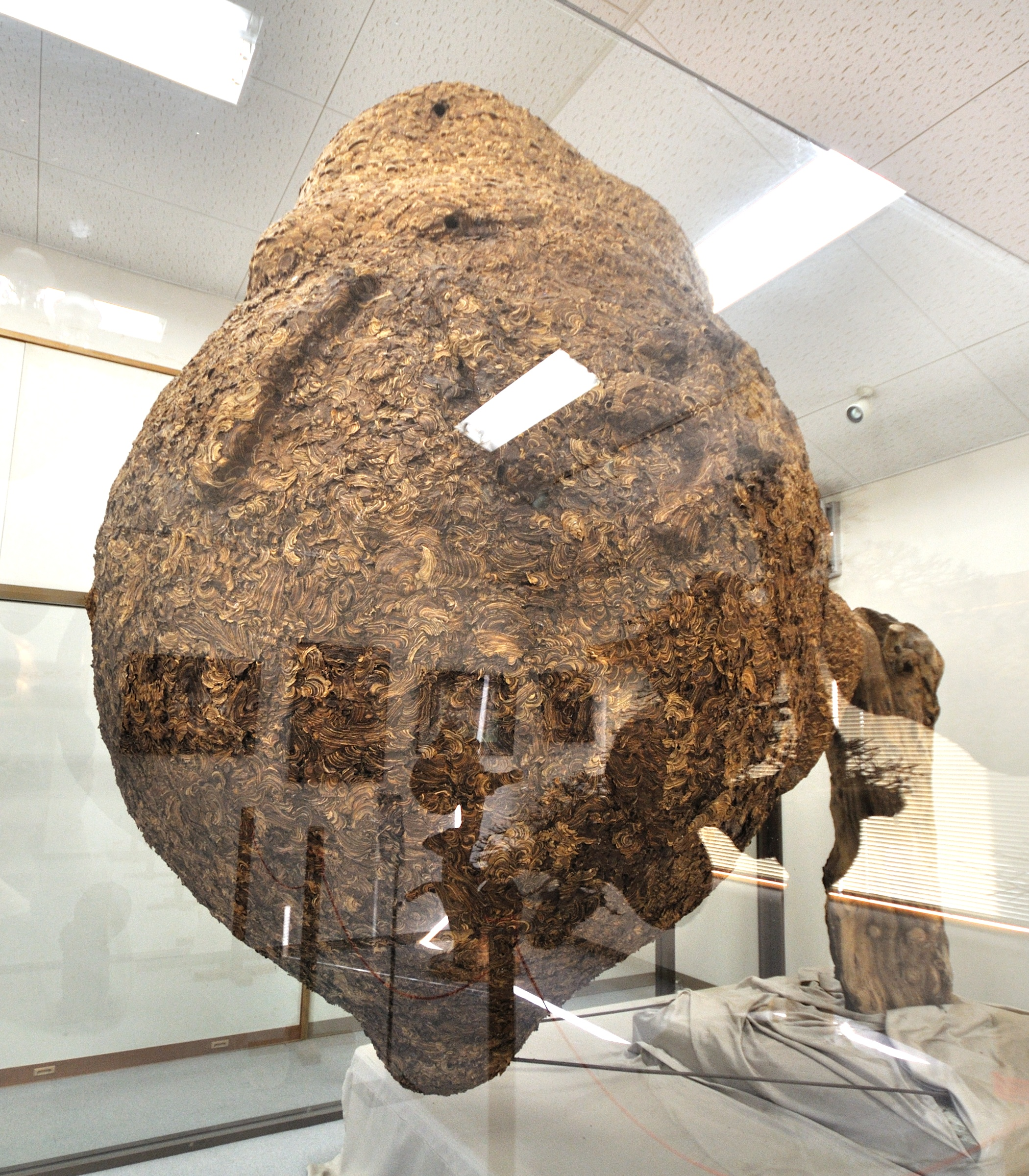
巨大なハチの巣、重量約500キログラム

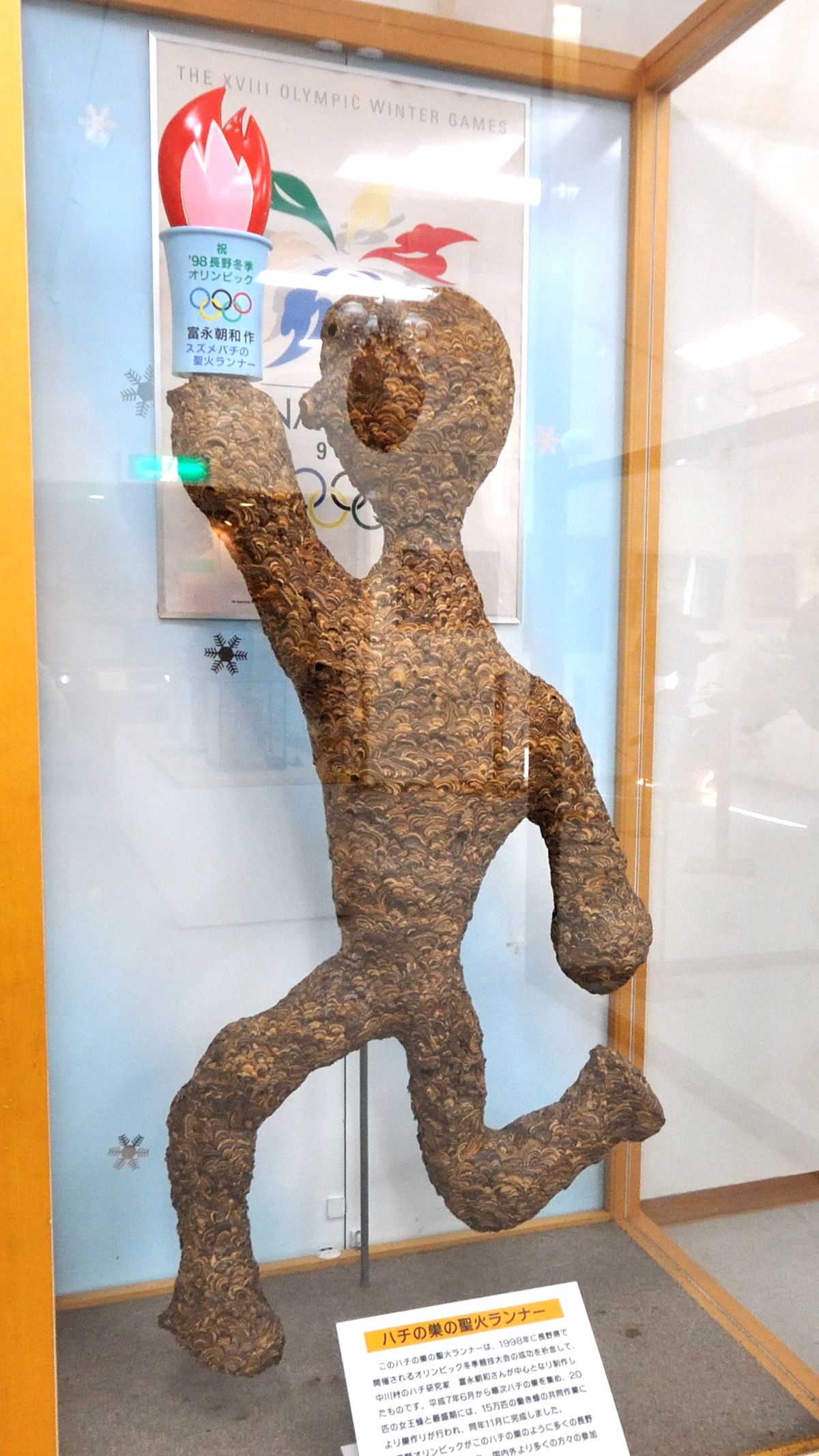
聖火ランナーを模したハチの巣

ハチ博物館（ハチはくぶつかん）は、長野県上伊那郡中川村にあるハチの博物館である。

## 概要
ハチ博物館は、中川村営の宿泊施設である望岳荘の館内に立地する、ハチをテーマにした博物館であり、中川村在住のハチ研究家が、習性を利用することでキイロスズメバチを操り、自在な形状で巣作りをさせた様々なハチの巣や、ハチを並べることで描いた絵であるハチアート、ハチの生態や標本などが展示されている。
主な展示物には、1994年に博物館の目玉とすべく作成された、全長4.1メートルの長大なハチの巣や、1995年に長野オリンピックの成功を祈念して作成された、聖火ランナーを模したハチの巣、1996年から1997年にかけて作成された、重量500キログラムの巨大なハチの巣などがある。
博物館の開館は1995年4月であり、観光振興を目論む中川村が村内の新たな観光拠点とすべく、中川村ふれあい観光施設条例に基づいて設置したもので、管理・運営は指定管理者制度に基づいて、村が出資している第3セクターの中川観光開発株式会社が行っている。

## 主な展示物

### 長大なハチの巣
ハチ研究家が操ったキイロスズメバチの女王蜂27匹と働き蜂約20万匹により作成されたハチの巣であり、大きさは全長が4.1メートル、直径は約60センチメートルとなっている。台木となっているナラの木は、鉄筋コンクリート製の台座に固定されており、全長は4.9メートルである。
ハチ博物館の目玉とすべく1994年に作成されたもので、5月に台木の設置が行われ、完成後の12月17日に望岳荘へ搬入された。
完成当時としては世界最長となるハチの巣であったが、1996年にこれを越える全長が6.5メートルになるハチの巣が作成され、東御市の蜂天国で展示されている。

### 巨大なハチの巣
ハチ研究家が操ったキイロスズメバチの女王蜂114匹と働き蜂約50万匹により作成されたハチの巣であり、大きさは全長2.7メートル、直径2.25メートル、胴回り6.6メートルで、重量は巣本体が約500キログラム、台木と台座が約1000キログラムとなっている。ハチの習性を用いることで、巣の側面に「ハチ」の文字を描かせている。
1996年から1997年にかけて作成され、1998年4月16日にハチ研究家の後援組織である蜂友会（ほうゆうかい）によってハチ博物館へ搬入された。

### 聖火ランナーを模したハチの巣
ハチ研究家が操った女王蜂20匹と働き蜂約15万匹により作成されたハチの巣であり、全長は2メートル、重量約20キログラムとなっている。
長野オリンピックの成功を祈って、1995年6月から11月にかけて作成され、1996年4月18日にハチ博物館での展示が始まった。また9月25日からは長野県庁の本館棟1階にある県民ホールでも展示された。

## 入館者数
- 2003年7月1日〜2004年6月30日： 8391人[10]
- 2004年7月1日〜2005年6月30日： 7310人[10]
- 2005年7月1日〜2006年6月30日： 6095人[11]
- 2006年7月1日〜2007年6月30日： 4807人[12]
- 2007年7月1日〜2008年6月30日： 4752人[13]
- 2008年7月1日〜2009年6月30日： 5365人[14]

## 利用情報
休館日
毎月第3水曜日
開館時間
9:00 〜 17:00
入館料
小学生以上 300円
入館料の支払いは望岳荘のフロントで行う